# 평양시의 시내버스
평양시의 시내버스는 평양시에서 운영되는 시내버스이다.

## 시내버스 노선

### 북평양권
```
대성산~강동
대성산~삼석
대성산~모란봉
대성산~미림
대성산~팔골
련못동~과학1동
련못동~순안
련못동~평양역
룡성~미림
서성~룡성
서성~력포
우의탑~산업동
```

### 동평양권
```
대동강동~대동문
대동강동~미림
대동강동~평양제1백화점
대원리~력포도자기공장
사동~대동문동
선교~평양역
선교~평양제1백화점
송신~장진
문수~대보동
문수~금수산태양궁전
정백동~평양제2백화점
탑제동~대동강역
```

### 남평양권
```
락랑~대극장
락랑~대보동
락랑~산업동
락랑~원암리
락랑~전승탑
```

### 서평양권
```
광복역~평양제2백화점
만경대~대평
만경대~부흥역
팔골~련못동
팔골~월로리
```